# Macrophoma passifloricola
Macrophoma passifloricola är en svampart som beskrevs av Grove 1935. Macrophoma passifloricola ingår i släktet Macrophoma,  och familjen Botryosphaeriaceae.  Arten har inte påträffats i Sverige. Inga underarter finns listade.